# Qui n'a pas son Minotaure ?
Qui n'a pas son Minotaure ? est une pièce de théâtre de Marguerite Yourcenar publiée en 1963. Elle avait déjà paru en août-septembre 1939 dans Les Cahiers du Sud, sous le nom d'Ariane et l'aventurier : il s'agissait alors d'un court divertissement en trois actes, rédigé en 1932. Marguerite Yourcenar a ensuite revu et développé la pièce en 1944, puis en 1956-1957.

## Présentation
Comme beaucoup de dramaturges de son époque (Anouilh, Giraudoux, etc.), Marguerite Yourcenar, grande admiratrice de la civilisation grecque, participe à la réécriture des mythes antiques au regard des mentalités modernes, en l'occurrence la mythologie crétoise, l'histoire de Thésée, du labyrinthe et du Minotaure.
Le labyrinthe est un de ses thèmes familiers, abordé dès son premier ouvrage, Le Jardin des chimères (1921), où elle chantait les aventures d'Icare, triomphateur de la Chimère qui gardait la porte du Labyrinthe. Dans Qui n'a pas son Minotaure ?, elle reprend ce thème à travers les personnages de Thésée, d'Ariane et du Minotaure. La pièce met en scène Pasiphaé, femme de Minos, roi de Crète.